# Шалка Вас
Шалка Вас (словен. Šalka vas) — поселення в общині Кочев'є, регіон Південно-Східна Словенія, Словенія. Висота над рівнем моря: 479,2 м.